# Harkályfélék
A harkályfélék (Picidae) a madarak (Aves) osztályába és a harkályalakúak (Piciformes) rendjébe tartozó család. Magyarországon élő fajaikat a Magyar Madártani és Természetvédelmi Egyesület 1997-ben és 1998-ban „Az év madaraivá” választotta.
Ebbe a madárcsaládba 35 recens nem és 249 faj tartozik.

## Előfordulásuk
A családhoz tartozó fajok világszerte megtalálhatóak, kivéve Ausztráliát, Új-Zélandot, Új-Guineát, Madagaszkárt, a Csendes-óceán szigeteit és a szélsőséges sarkvidékeket. A legtöbb faj erdei élőhelyeken él, bár néhány faj fátlan területeken, sziklás domboldalakon és a sivatagokban is megtalálható.
Több mint 100 faj otthona Közép- és Dél-Amerika. A törpeharkályok kizárólag a trópusokon élnek. Nyaktekercsek csak az Óvilágban találhatók.

### Kárpát-medencei előfordulásuk
Jellemző magyarországi képviselői a nagy fakopáncs (Dendrocopos major) és más fakopáncsfajok (más néven tarkaharkályok) (Dendrocopos), a zöld küllő (Picus viridis), a fekete harkály (Dryocopus martius) és a nyaktekercs (Jynx torquilla). Közép-Európa más harkályfajai: hamvas küllő, közép fakopáncs, kis fakopáncs, a háromujjú hőcsik, a fehérhátú fakopáncs és a balkáni fakopáncs.

## Megjelenésük
A legkisebb a Picumnus aurifrons 8 centiméter, testtömege 7 gramm. A legnagyobb a kihalófélben lévő császárharkály (Campephilus imperialis), átlagos 58 centiméteres hosszával és valószínűleg több mint 600 grammos tömegével. A harkályok vetélőujja és erőteljes, a test súlyát alátámasztó kemény tollú farktollai lehetővé teszik a függőleges fatörzseken való mozgást. Hosszú, vésőszerű csőrükkel vájják ki a fa kérgét, és hosszan kiölthető nyelvükkel húzzák ki alóla az élősködőket. Télen előfordul, hogy méhkaptárakon kopogtatnak, vagy a házak szigetelését teszik tönkre. A kaptárak védelmére Örösi dróthálót vagy zárt helyi teleltetést javasol.
A koponya alkalmazkodott a rázkódások elviseléséhez. Nyelvük lapos, vékony, enyhén elszarusodott, a végén kis, visszafelé hajló kampókkal. Szárnyuk közepesen hosszú, lekerekített. Egyes fajok (például a háromujjú hőcsik) lábáról hiányzik a vetélőujj, nekik két ujj néz előre, egy hátra.

## Életmódjuk
Harkály

Probléma esetén lásd:Médiafájlok kezelése.
A legtöbb faj párban él erdőkben, kertekben, faültetvényeken. Nagyobb csoportokba csak kivételesen, költési időn kívül csoportosulnak. Többnyire a fatörzseken másznak; ügyetlenül járnak a földön, és rövid szakaszokon repülnek.
Különleges képességük, hogy nagy erővel, gyorsan és hosszasan képesek a fán kopácsolni csőrükkel, és üreget vájni, akár táplálékért, akár fészkelőodú készítésének céljából, akár a terület megjelöléséért, akár párkeresés céljából. A kontyos feketeharkály képes egy nap akár 12 ezerszer a fához csapni a csőrét, és nem szenved agykárosodást. Egy harkály egy másodperc alatt 20 ütést is leadhat, és minden ütés sebessége 25 km/h a Nature 2006. októberi száma szerint. Ez akár az  1200 g-t is elérheti, ami több mint százszorosa annak, amit az ember el tud viselni.
A Nature több korábbi eredményt idéz a harkályok különleges képességének megmagyarázásáért. Egyrészt, agyuk viszonylag mereven rögzül a koponyájukban, mert kevés folyadékkal van körülvéve. Másrészt az agyat különösen erős izmok veszik körbe, amik tompítják az ütközés erejét. Mielőtt a csőr a fához ütközik, ezek az izmok megfeszülnek, és elnyelik a becsapódás erejét. Harmadrészt a kopácsolás vállból indul, a nyak és a fej merev marad. Minden vízszintes és függőleges irányú elfordulás akadályozva van, ezzel a nyíróerő minimalizálódik. Végül a harkály az ütközés előtt egy ezredmásodperccel becsukja a szemét, ezzel védi a szálló forgácsoktól.

### Táplálkozásuk

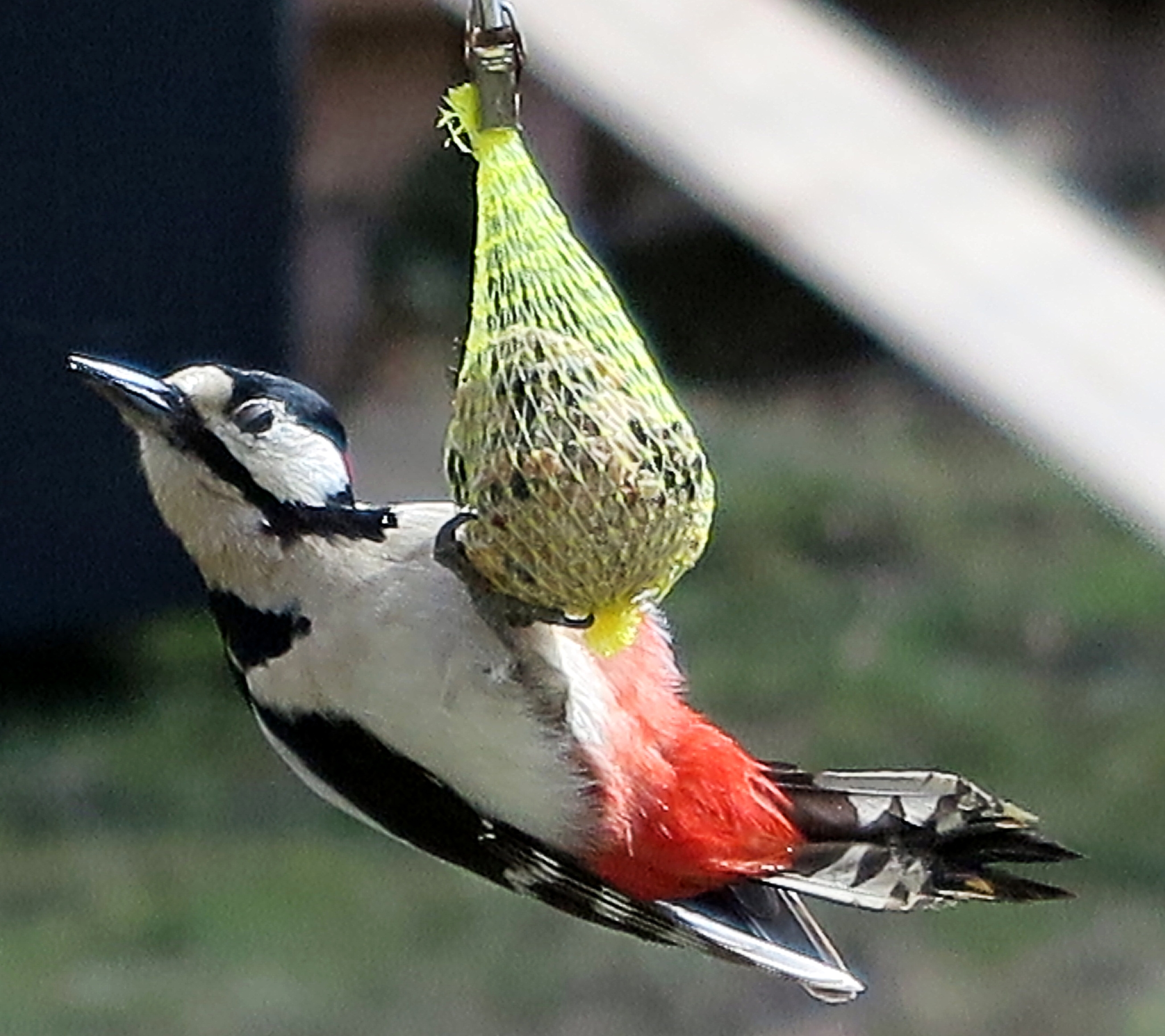
Harkály a madáretetőnél

A legtöbb faj rovarevő, és zsákmányát fakéreg alatt, vagy pudvás fában keresi. Ehhez felfelé másznak a fán, és kopácsolással keresik az üreges helyeket.
Egyes fajok, mint a nyaktekercs és a zöld küllő a felszínen táplálkoznak, és főként hangyákon élnek. Egyes fajok, mint például az amerikai Sphyrapicus nem tagjai buzgón nyalogatja a fák nedveit, amihez maguk is felsértik a fa kérgét. Egyes fajok magvakat, gyümölcsöket, rügyeket és gombákat esznek, és készletet is gyűjtenek.
A nagy fakopáncsok mogyorót, fenyőtobozt szorítanak az általuk kivájt kis üregbe, utána csőrükkel feltörik. Ezt kihasználják más madarak, például a szarkák, akik elkergetik a harkályt, és elfogyasztják a magot.

## Szaporodásuk

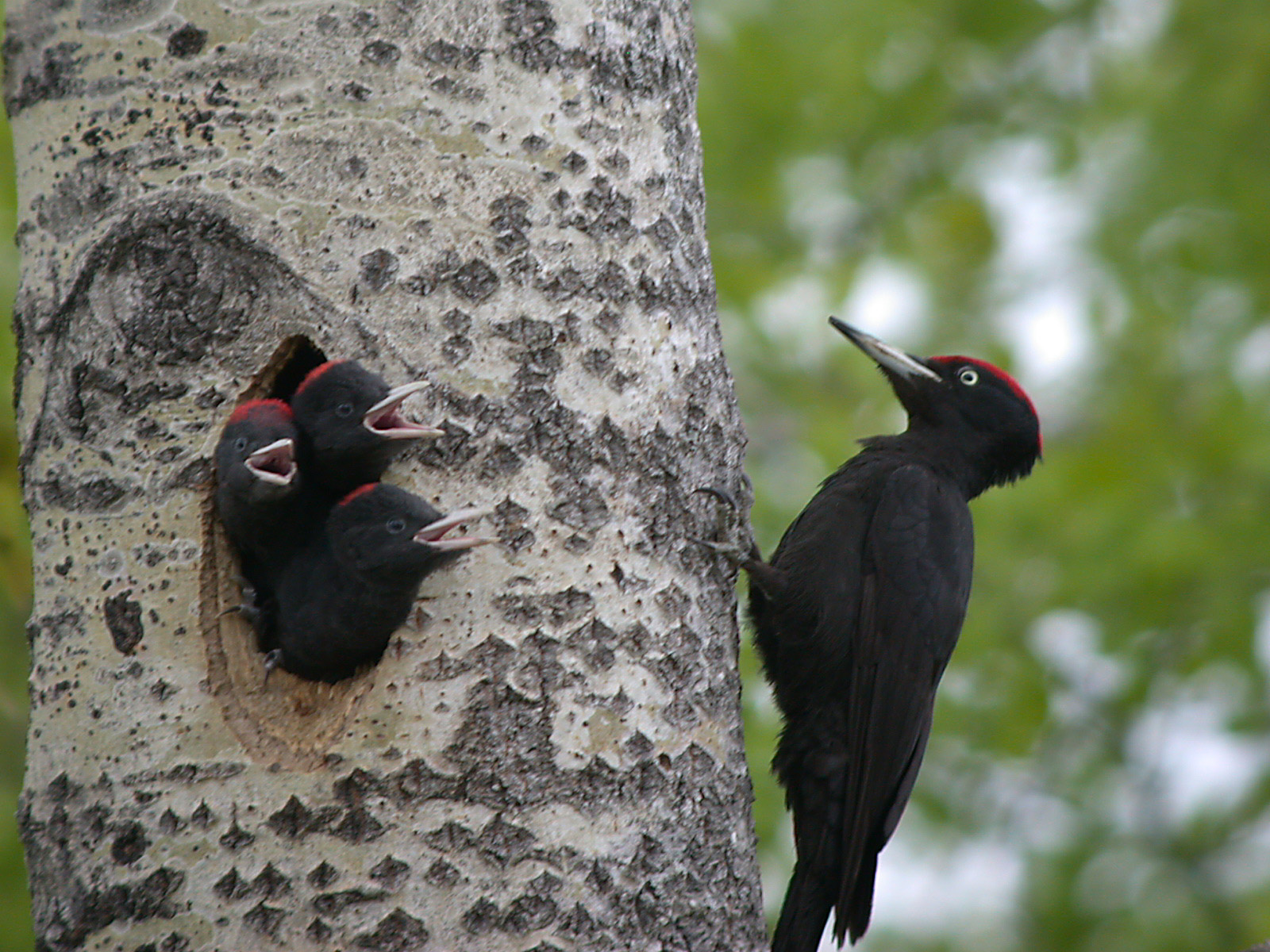
Hím fekete harkály fiókáival

Rendszerint fák odvaiban költenek. Sok fajuk hímje odvas fatörzsön vagy valamilyen más, jól kongó aljzaton dobolva ad hangjeleket.
Erdőkben a többi faj számára is hasznosak, hiszen odúkat készítenek, és így lakóhely jut más madaraknak, emlősöknek (mókus) is.
Maguk vájta odújukban csak egy kis forgács képezi az aljzatot. A tojások fehérek, számuk három-nyolc. A szülők felváltva kotlanak, majd ha kikeltek a fiókák, azonnal elkezdik etetni őket. Ha már tudnak repülni, akkor a szülők elkergetik őket.

## Rendszerezésük
A családba az alábbi 4 alcsalád tartozik:
- nyaktekercsformák (Jynginae) Leach, 1820 - 1 nem és 2 faj
- Nesoctitinae - 1 nem és 1 faj
- harkályformák (Picinae) Bonaparte 1838 – 31 nem és 216 faj
- törpeharkályformák (Picumninae) G. R. Gray, 1840 - 2 nem és 30 faj

## Fordítás
- Ez a szócikk részben vagy egészben  a   Spechte című német Wikipédia-szócikk fordításán alapul.  Az eredeti cikk szerkesztőit annak laptörténete sorolja fel. Ez a jelzés csupán a megfogalmazás eredetét és a szerzői jogokat jelzi, nem szolgál a cikkben szereplő információk forrásmegjelöléseként.